# Sennin shuanglong
Espèce
Sennin shuanglong est une espèce d'araignées aranéomorphes de la famille des Theridiosomatidae.

## Distribution
Cette espèce est endémique du Anhui en Chine,. Elle se rencontre dans le xian de Tongling dans la grotte Shuanglong.

## Description
La femelle holotype mesure 2,31 mm et le mâle paratype 2,46 mm.

## Systématique et taxinomie
Cette espèce a été décrite par Yao et Liu en 2023.

## Étymologie
Son nom d'espèce lui a été donné en référence au lieu de sa découverte, la grotte Shuanglong.

## Publication originale
- Yao, Liu, Zhao, Deng & Liu, 2023 : « First record of theridiosomatid genus Sennin Suzuki, Hiramatsu & Tatsuta, 2022 from Anhui Province, China, with the description of a new species (Araneae, Theridiosomatidiae). » Biodiversity Data Journal, vol. 11, no e107528, p. 1-9.